# México de mi corazón
México de mi corazón es el primer álbum en vivo y cuarto álbum de la cantante española Natalia Jiménez.
El álbum se caracteriza por una recopilación de canciones populares a ritmo del mariachi y música mexicana, con participaciones especiales de intérpretes mexicanos. Asimismo, marca el regreso de Natalia Jiménez a la música después de unos años de descanso.
De este álbum, se desprenden algunos sencillos como: «El destino» y «El color de tus ojos», y otras ya conocidas de su repertorio como «Algo más» y «Me muero».
En este álbum, están incluidas las participaciones de Carlos Rivera, La Banda MS de Sergio Lizárraga, El Bebeto y Paquita la del Barrio entre otros.

## Lista de canciones
| N.º | Título                                                       | Escritor(es)                         | Duración |  |
| 1.  | «Costumbres»                                                 | Juan Gabriel                         | 4:39     |  |
| 2.  | «El destino» (con Carlos Rivera)                             | Juan Gabriel                         | 4:51     |  |
| 3.  | «No lastimes más»                                            | Juan Gabriel                         | 3:41     |  |
| 4.  | «El color de tus ojos» (con La Banda MS de Sergio Lizárraga) | Omar Robles                          | 4:06     |  |
| 5.  | «Amanecí en tus brazos»                                      | José Alfredo Jiménez                 | 3:26     |  |
| 6.  | «Te lo pido por favor» (con El Bebeto)                       | Juan Gabriel                         | 3:45     |  |
| 7.  | «La gata bajo la lluvia»                                     | Rafael Pérez Botija                  | 3:24     |  |
| 8.  | «Juro que nunca volveré» (con Paquita la del Barrio)         | Juan Gabriel                         | 2:46     |  |
| 9.  | «Algo más»                                                   | Armando Ávila-Natalia Jiménez        | 4:17     |  |
| 10. | «Ya lo sé que tú te vas» (con Pedro Fernández)               | Juan Gabriel                         | 3:52     |  |
| 11. | «Sombras... nada más»                                        | Francisco Lomuto-José María Contursi | 3:22     |  |
| 12. | «Te sigo amando»                                             | Juan Gabriel                         | 2:51     |  |
| 13. | «La cigarra» (con Lila Downs)                                | Raymundo Pérez y Soto                | 3:53     |  |
| 14. | «Me muero»                                                   | Armando Ávila-Natalia Jiménez        | 3:11     |  |
| 15. | «Amor eterno»                                                | Juan Gabriel                         | 4:34     |  |

## Certificaciones
| País           | Organismo certificador | Certificación | Ventas certificadas | Ref.  |
| -------------- | ---------------------- | ------------- | ------------------- | ----- |
| Estados Unidos | RIAA                   | Oro           | 30,000              | [ 4 ] |
| México         | AMPROFON               | Platino       | 60,000              | [ 5 ] |